# 傑氏非洲脂鯉
傑氏非洲脂鯉為輻鰭魚綱脂鯉目脂鯉亞目鮭脂鯉科的其中一種，為熱帶淡水魚，被IUCN列為瀕危保育類動物，分布於非洲維多利亞湖、馬拉威湖、Nabugabo湖流域，本魚體銀色、背部藍色，尾柄有黑色斑塊，魚鰭灰色、脂鰭橘色，體長可達27公分，棲息在底中層水域，生活習性不明。

## 扩展阅读
維基物種上的相關：傑氏非洲脂鯉